# Edward James Olmos
Edward James Olmos (East Los Angeles, 1947. február 24. –) mexikói és magyar származású Primetime Emmy- és kétszeres Golden Globe-díjas amerikai színész, szinkronszínész, filmrendező és producer
A magyar nézők Ridley Scott Szárnyas fejvadász című 1982-es sci-fijében figyeltek fel rá először Gaff karakteres szerepében. Bár már korábban is feltűnt kisebb szerepekben olyan népszerű sorozatokban, mint a Kojak vagy a Starsky és Hutch.
A Szárnyas fejvadászban a magyar szinkron elfedte Gaff magyar szavait, amelyeket Olmos elmondása szerint szótár segítségével szerkesztett össze. A családnév és ez alapján a magyar közönség már korábban is magyar származásúnak sejtette.
Jellegzetes, könnyen azonosítható, kissé rekedtes hangját narrátorként, animációs filmekben és videójátékokban is kamatoztatta.

## Élete és pályafutása
Apai nagyapja családjával Magyarországról először Spanyolországba, majd onnan Mexikóba vándorolt ki. Apja, Pedro Olmos levél kézbesítő, hegesztő onnan költözött az Egyesült Államokba. Anyja Eleanor Huizar amerikai születésű, de szintén mexikói származású volt.
Gyerekkorában profi baseball-játékosnak készült, de 13 évesen zenélni kezdett, és a gimnázium elvégzése után rockzenekarával ismert és népszerű klubokban lépett fel. A Montebello Gimnáziumban (Montebello High School) érettségizett a kaliforniai Montebello-ban. Egyik ismerősének javaslatára kezdett a színészet felé fordulni. Pályája elején kisebb szerepeket játszott tévésorozatokban és tévéfilmekben, mint például a Kojakben (1975), a Starsky és Hutch-ban (1977). Emlékezetes volt alakítása a Szárnyas fejvadászban.
A Miami Vice (1984-1990) című tévésorozatban éveken keresztül alakította Castillo hadnagyot. Ezért az alakításáért Golden Globe-díjat kapott. A Mutasd meg, ki vagy! (1988) című filmdráma főszerepében nyújtott alakításáért pedig Oscar-díjra jelölték.
Pályája elején legtöbb filmben Robert M. Young rendezővel dolgozott. Később, 2005 óta pedig néhány filmben (fogadott) fia, Michael D. Olmos rendező filmjeiben.
Kulcsszerepet formált meg a megtörtént eseményeket feldolgozó Testvérbosszú: A Menendez-gyilkosságok (Menendez: A Killing in Beverly Hills) című 1994-ben bemutatott filmdrámában.
Selena Quintanilla életét bemutató filmben (Dalok szárnyán, 1997) Jennifer Lopezzel játszott együtt. A Repesz (2006) című thrillerben Tom Sizemore-ral.
Főszereplője volt a méltán híres és népszerű Csillagközi romboló (2004) című sci-fi sorozatnak, valamint a Csillagközi romboló: A terv (2009) című filmnek (a mozifilmnek rendezője is).
Pályája elmúlt évtizedének sikereihez sorolható a 2 kaliber (2013) című filmje, amelyben Denzel Washingtonnal és Mark Wahlberggel játszott együtt.

## Magánélete
Első felesége 1971-től 1992-ig Kaija Keel. Házasságukból két gyermekük született. Válása után 1994-ben vette el Lorraine Bracco-t, akivel 2002-ben váltak el. Harmadik felesége 2002-től Lymari Nadal.
Három házasságából két gyermeke született és négy gyermeket örökbefogadtak. (Kaija Keel, Mico Olmos és Bodie Olmos, Michael D. Olmos, Margaux Guerard és Stella Keitel) A kaliforniai Encino-ban él.

## Filmográfia

### Film
| Év   | Magyar cím                       | Eredeti cím                             | Szerep                                        | Magyar hang       |
| ---- | -------------------------------- | --------------------------------------- | --------------------------------------------- | ----------------- |
| 1974 |                                  | Black Fist                              | drogos (cameo)                                |                   |
| 1975 |                                  | Aloha Bobby and Rose                    | chicano                                       |                   |
| 1977 | Szakadék szélén                  | Alambrista!                             | részeg                                        |                   |
| 1980 |                                  | Fukkatsu no hi                          | Lopez százados                                |                   |
| 1981 | A farkas                         | Wolfen                                  | Eddie Holt                                    |                   |
| 1981 |                                  | Zoot Suit                               | El Pachuco                                    |                   |
| 1982 | Szárnyas fejvadász               | Blade Runner                            | Gaff                                          | Surányi Imre      |
| 1982 | Szárnyas fejvadász               | Blade Runner                            | Gaff                                          | Varga Tamás       |
| 1982 | Gregorio Cortez balladája        | The Ballad of Gregorio Cortez           | Gregorio Cortez                               | Kerekes József    |
| 1986 |                                  | Oddio, ci siamo persi il papa           | Ciolino                                       |                   |
| 1988 | Mutasd meg, ki vagy              | Stand and Deliver                       | Jaime Escalante                               | Barbinek Péter    |
| 1989 | A pokol bajnoka                  | Triumph of the Spirit                   | Gypsy                                         | Sörös Sándor      |
| 1991 | Szupercsatár                     | Talent for the Game                     | Virgil Sweet                                  | Jakab Csaba       |
| 1991 | Szupercsatár                     | Talent for the Game                     | Virgil Sweet                                  | Borbiczki Ferenc  |
| 1992 | Életre-halálra                   | American Me                             | Montoya Santana                               |                   |
| 1993 |                                  | Roosters                                | Gallo Morales                                 |                   |
| 1993 | Néha a csajok is úgy vannak vele | Even Cowgirls Get the Blues             | zenész a grillpartin                          |                   |
| 1994 |                                  | A Million to Juan                       | Angel                                         |                   |
| 1995 |                                  | Mirage                                  | Matteo Juarez                                 |                   |
| 1995 | Az én családom                   | My Family                               | Paco                                          |                   |
| 1996 | A kísértés nyara                 | Caught                                  | Joe                                           | Kristóf Tibor     |
| 1997 | Dalok szárnyán                   | Selena                                  | Abraham Quintanilla                           | Kertész Péter     |
| 1997 | Garcia Lorca eltűnése            | The Disappearance of Garcia Lorca       | Roberto Lozano                                |                   |
| 1998 |                                  | The Wonderful Ice Cream Suit            | Vamanos                                       |                   |
| 2000 | Irány Eldorádó                   | The Road to El Dorado                   | Tannabok törzsfőnök (angol és spanyol hangja) | Koroknay Géza     |
| 2000 | Pletyka                          | Gossip                                  | Curtis nyomozó                                | Orosz István      |
| 2002 |                                  | Jack and Marilyn                        | Pasquel                                       |                   |
| 2005 |                                  | La cerca (rövidfilm)                    | öreg Niño / narrátor                          |                   |
| 2005 | Nauszika – A szél harcosai       | Nausicaä of the Valley of the Wind      | Mito (angol hangja)                           |                   |
| 2006 | Repesz                           | Splinter                                | Garcia százados                               | Haás Vander Péter |
| 2008 | Gazdátlanul Mexikóban            | Beverly Hills Chihuahua                 | Diablo (hangja)                               | Borbiczki Ferenc  |
| 2010 |                                  | I'm Still Here                          | önmaga                                        |                   |
| 2011 | Zöld darázs                      | The Green Hornet                        | Michael Axford                                | Szersén Gyula     |
| 2011 |                                  | América                                 | Mr. Irving                                    |                   |
| 2012 |                                  | Filly Brown                             | Leandro                                       |                   |
| 2013 |                                  | Go for Sisters                          | Freddy Suarez                                 |                   |
| 2013 | 2 kaliber                        | 2 Guns                                  | Papa Greco                                    | Borbiczki Ferenc  |
| 2014 |                                  | Unity (dokumentumfilm)                  | narrátor                                      |                   |
| 2016 |                                  | El Americano: The Movie                 | Gayo "El Jefe" (hangja)                       |                   |
| 2016 |                                  | Monday Nights at Seven                  | Charlie                                       |                   |
| 2017 |                                  | Blade Runner Black Out 2022 (rövidfilm) | Gaff (hangja)                                 |                   |
| 2017 | Szárnyas fejvadász 2049          | Blade Runner 2049                       | Gaff (cameo)                                  | Varga Tamás       |
| 2017 | Coco                             | Coco                                    | Chicharrón (hangja)                           | Borbiczki Ferenc  |
| 2018 |                                  | Imprisoned                              | Hospicio                                      |                   |
| 2019 | Egy kutya hazatér                | A Dog's Way Home                        | Axel                                          |                   |
| 2019 |                                  | Windows on the World                    | Balthazar                                     |                   |
| 2019 |                                  | The Devil Has a Name                    | Santiago                                      |                   |
| 2020 |                                  | Chasing Wonders                         | Luis                                          |                   |
| 2021 |                                  | Walking with Herb                       | Joe                                           |                   |
| 2024 |                                  | Outlaw Posse                            | Ossie                                         |                   |
| 2024 | Sebességmámor                    | One Fast Move                           | Abel                                          | Borbiczki Ferenc  |

### Televízió

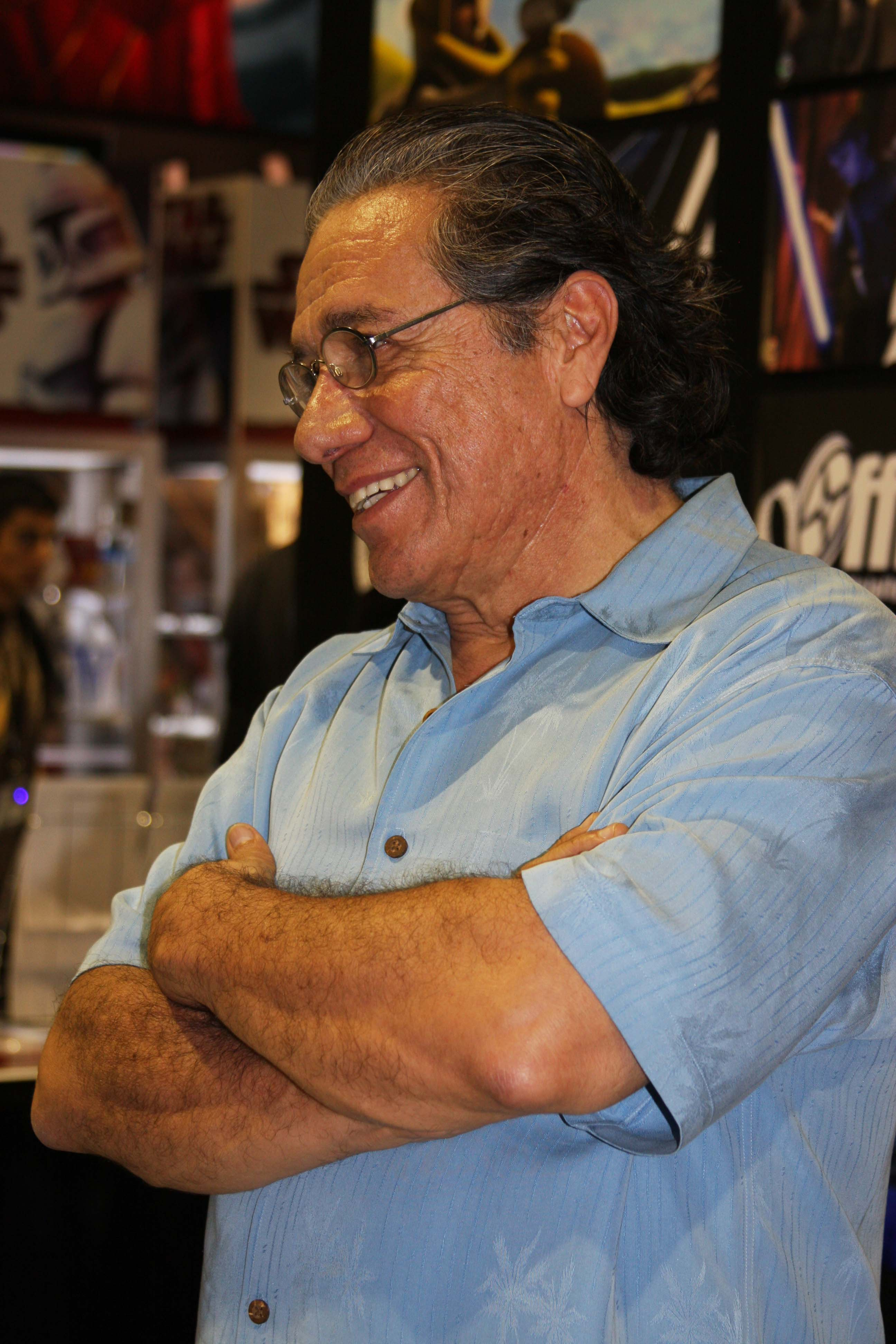
2009-ben

Tévéfilmek
| Év   | Magyar cím                              | Eredeti cím                                  | Szerep                   | Magyar hang      |
| ---- | --------------------------------------- | -------------------------------------------- | ------------------------ | ---------------- |
| 1978 |                                         | Evening in Byzantium                         | Angelo                   |                  |
| 1981 |                                         | Three Hundred Miles for Stephanie            | Art Vela                 |                  |
| 1994 | Testvérbosszú – A Menendez-gyilkosságok | Menendez: A Killing in Beverly Hills         | Jose Menendez            |                  |
| 1994 | Lassú tűzön                             | The Burning Season                           | Wilson Pinheiro          |                  |
| 1996 | A fantomvadász                          | The Limbic Region                            | Jon Lucca                |                  |
| 1997 | Hollywood titka                         | Hollywood Confidential                       | Stan Navarro, Sr.        | Tordy Géza       |
| 1997 | Tizenkét dühös ember                    | 12 Angry Men                                 | 11. esküdt               | Papp János       |
| 1997 | Tizenkét dühös ember                    | 12 Angry Men                                 | 11. esküdt               | Németh Gábor     |
| 1998 | Hajsza a föld alatt                     | The Taking of Pelham One Two Three           | Anthony Piscotti nyomozó | Kertész Péter    |
| 1998 | Hajsza a föld alatt                     | The Taking of Pelham One Two Three           | Anthony Piscotti nyomozó | Csuja Imre       |
| 1999 | A legifjabb keresztapa                  | Bonanno: A Godfather's Story                 | Salvatore Maranzano      | Borbiczki Ferenc |
| 1999 |                                         | Crucible of Empire: The Spanish-American War | dokumentumfilm narrátora |                  |
| 2000 |                                         | The Princess & the Barrio Boy                | Nestor Garcia            |                  |
| 2001 | Ha eljő a Pillangók ideje               | In the Time of the Butterflies               | Rafael Trujillo          |                  |
| 2006 | Csakazértis csikánó!                    | Walkout                                      | Julian Nava              |                  |

Sorozatok
| Év        | Magyar cím                       | Eredeti cím                     | Szerep                  | Megjegyzések                                                                        |
| --------- | -------------------------------- | ------------------------------- | ----------------------- | ----------------------------------------------------------------------------------- |
| 1974      |                                  | Cannon                          | ismeretlen szerep       | 1 epizód                                                                            |
| 1975      | Kojak                            | Kojak                           | pultos                  | 1 epizód                                                                            |
| 1977      | Hawaii Five-O                    | Hawaii Five-O                   | táncos                  | 1 epizód                                                                            |
| 1977      | Starsky és Hutch                 | Starsky & Hutch                 | Julio Guiterez          | 1 epizód                                                                            |
| 1978      |                                  | CHiPs                           | Henry                   | 1 epizód                                                                            |
| 1982–1984 | Zsarublues                       | Hill Street Blues               | Joe Bustamonte / Cruz   | 3 epizód                                                                            |
| 1984–1990 | Miami Vice                       | Miami Vice                      | Martin Castillo hadnagy | - 106 epizód - rendező (1 epizód) - magyar hangjai: - Vass Gábor - Sörös Sándor     |
| 1988      |                                  | Mamma Lucia                     | Frank Corbo             | 3 epizód                                                                            |
| 1990      |                                  | The Earth Day Special           | kórházigazgató          | különkiadás                                                                         |
| 1995      | A varázslatos iskolabusz         | The Magic School Bus            | Mr. Ramon               | 1 epizód                                                                            |
| 1996      | Texasi krónikák – A Holtak útján | Dead Man's Walk                 | Salazar kapitány        | minisorozat (3 epizód)                                                              |
| 1997      | A pisztoly                       | Gun                             | Santos atya             | 1 epizód                                                                            |
| 1998      | Angyali érintés                  | Touched By An Angel             | Victor Walls ezredes    | 1 epizód                                                                            |
| 1999–2000 | Az elnök emberei                 | The West Wing                   | Roberto Mendoza         | 2 epizód                                                                            |
| 2000      |                                  | Super Bowl XXXIV: Halftime Show | narrátor                |                                                                                     |
| 2001      | A bíró                           | The Judge                       | Armando bíró            | - minisorozat (3 epizód) - magyar hangja: - Gáti Oszkár                             |
| 2002–2004 |                                  | American Family                 | Jess Gonzalez           | 17 epizód                                                                           |
| 2003–2009 | Csillagközi romboló              | Battlestar Galactica            | William Adama           | - 73 epizód - rendező (4 epizód) - magyar hangja: - Faragó András                   |
| 2007      |                                  | George Lopez                    | Mr. Hector Vega         | 1 epizód                                                                            |
| 2010      | CSI: New York-i helyszínelők     | CSI: NY                         | Luther Devarro          | 1 epizód                                                                            |
| 2011      | Dexter                           | Dexter                          | Gellar professzor       | - 10 epizód - magyar hangja:[forrás?] - Barbinek Péter                              |
| 2011      | Eureka                           | Eureka                          | Rudy                    | 1 epizód                                                                            |
| 2012      |                                  | Portlandia                      | önmaga                  | 1 epizód                                                                            |
| 2015      | A S.H.I.E.L.D. ügynökei          | Agents of S.H.I.E.L.D.          | Robert Gonzales         | 5 epizód magyar Szersén Gyula                                                       |
| 2015      | A Simpson család                 | The Simpsons                    | Pit Master (hangja)     | 1 epizód                                                                            |
| 2016      |                                  | Urban Cowboy                    | Al Robles               | próbaepizód                                                                         |
| 2017      | Narcos                           | Narcos                          | Chucho Peña             | 2 epizód                                                                            |
| 2018–2023 | Mayans M.C.                      | Mayans M.C.                     | Felipe Reyes            | - főszereplő - magyar hangja: - Szersén Gyula (1–2. évad) - Fodor Tamás (3–5. évad) |
| 2018–2019 | Elena, Avalor hercegnője         | Elena of Avalor                 | Pescoro király (hangja) | 3 epizód                                                                            |

## Díjak és jelölések

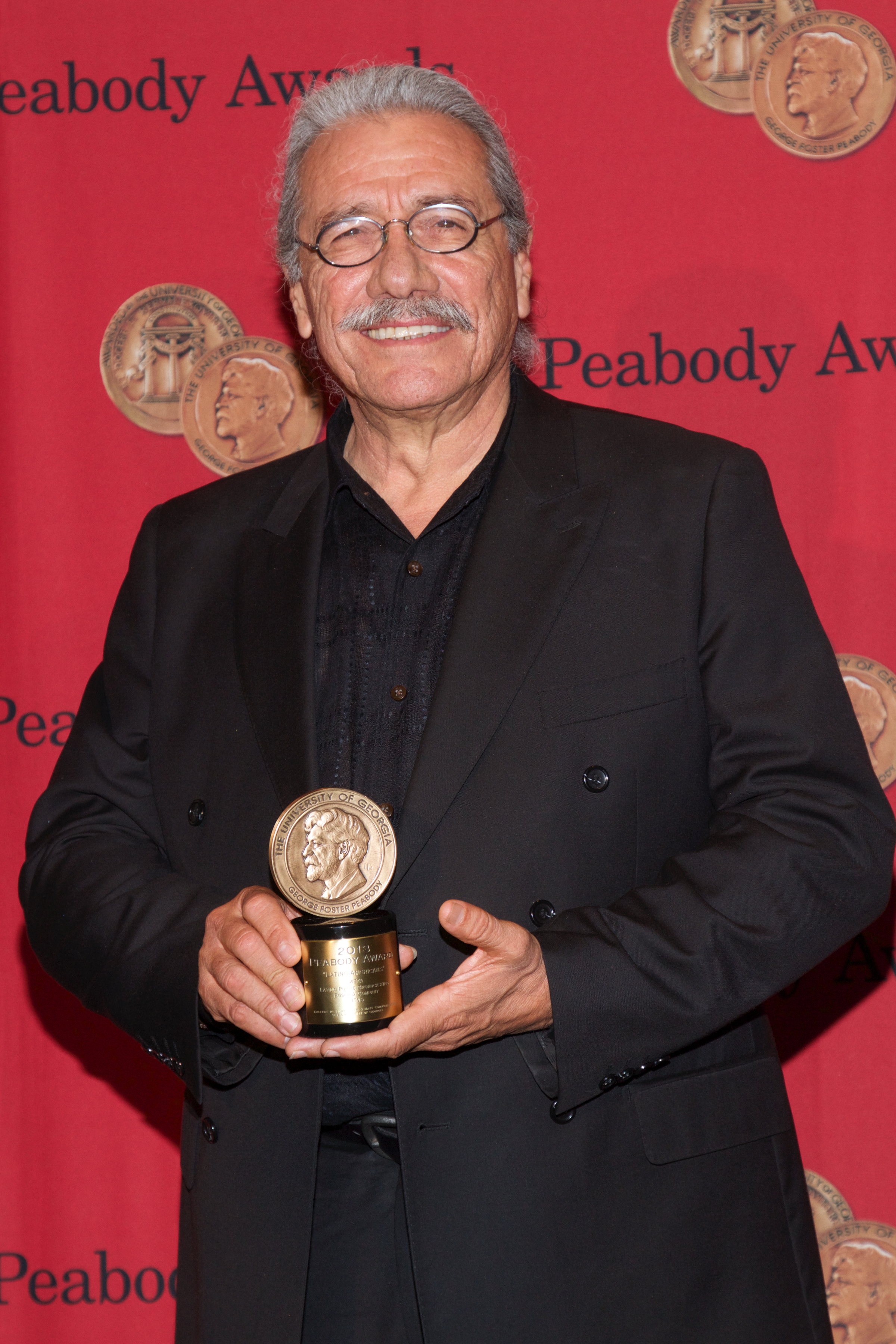
Edward James Olmos a latino amerikaiak Peabody-díjával (Peabody Award) 2014-ben

- 1986 - Golden Globe-díj - Legjobb férfi mellékszereplő (dráma kategória) a Miami Vice (1984-1990) című tévésorozatban Castillo hadnagy alakításáért.
- 1995 - Golden Globe-díj - Legjobb férfi mellékszereplő (dráma kategória) a Lassú tűzön  című filmben Wilson Pinheiro megformálásáért.

Jelölések
- 1989 - Golden Globe-díj - Jelölés a legjobb férfi mellékszereplő (dráma kategória) a Miami Vice (1984-1990) című tévésorozatban Castillo hadnagy alakításáért.
- 1989 - Oscar-díj jelölés (1989) - Legjobb férfi főszereplő jelölés a Mutasd meg, ki vagy című filmben nyújtott alakításáért.